# Conostomum perpusillum
Conostomum perpusillum är en bladmossart som beskrevs av Jules Cardot och Brotherus 1923. Conostomum perpusillum ingår i släktet Conostomum och familjen Bartramiaceae. Inga underarter finns listade i Catalogue of Life.